# 700e à 501e millénaires avant le présent
2000e à 1501e millénaires AP |
1500e à 1001e millénaires AP |
1000e à 701e millénaires AP |

700e à 501e millénaires avant le présent
|
500e à 401e millénaires AP |
400e à 301e millénaires AP |
300e à 201e millénaires AP
Cet article traite de l’histoire évolutive de la lignée humaine entre 700 000 et 500 000 ans avant le présent (AP).

## Évènements
- 700 000 à 300 000 ans avant le présent (AP) : l'Ancien Monde est peuplé par des groupes humains rattachés en Europe à l'espèce Homo heidelbergensis, en Afrique à l'espèce Homo rhodesiensis, et en Asie à l'espèce Homo erectus.
- 660 000 ans AP : époque estimée de la séparation entre les ancêtres des Néandertaliens et ceux des Homo sapiens[1].

### Afrique

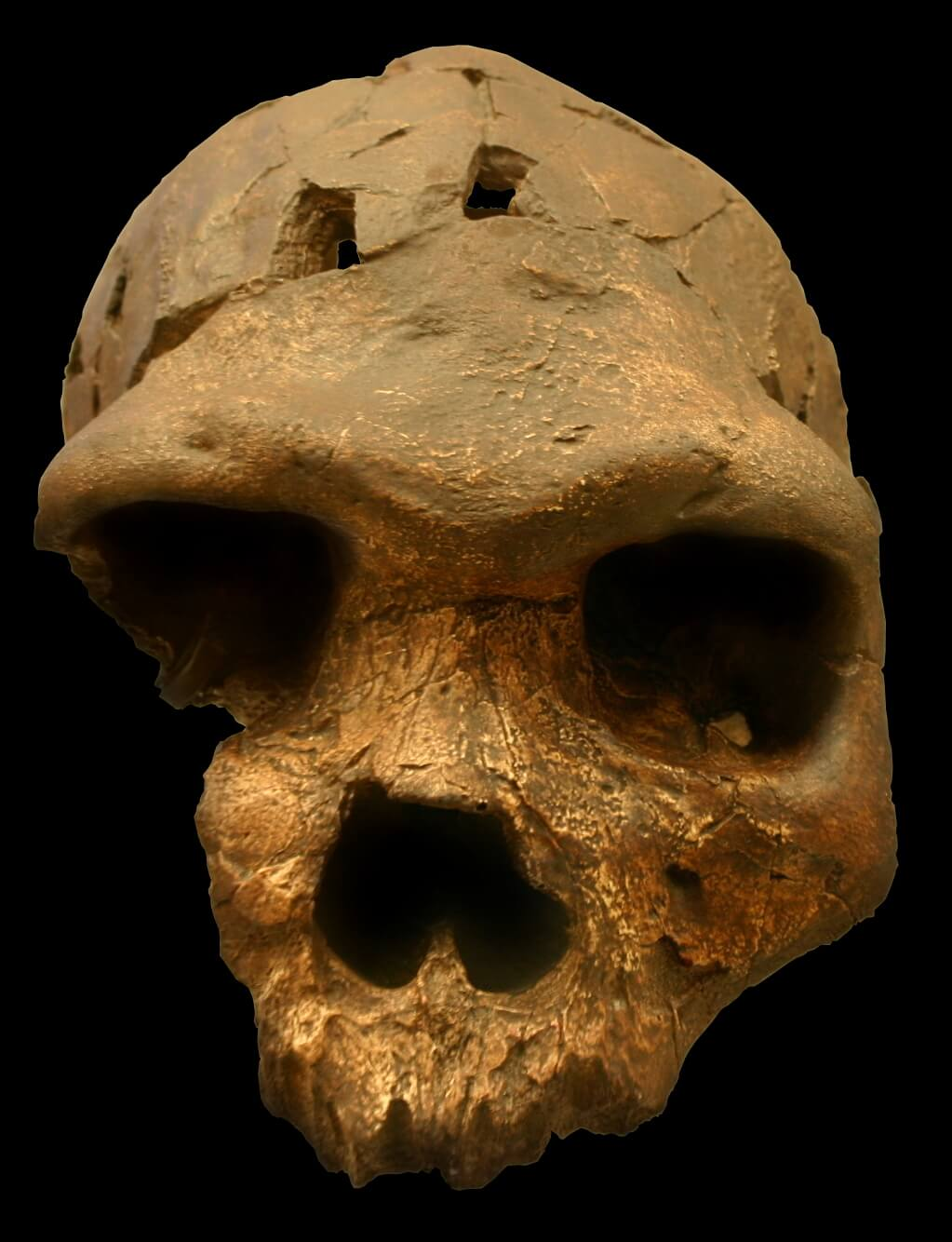
L'Homme de Bodo

- 840 000 à 500 000 ans avant le présent (AP) : site acheuléen de Gomboré II à Melka Kunture, en Éthiopie[2].
- 700 000 ans AP : Homo mauritanicus (Homme de Tighennif), trois mandibules humaines fossiles découvertes en 1954 à Tighennif, en Algérie. Leur attribution demeure discutée.
- 600 000 ans AP :
  - Homme de Bodo, crâne humain fossile découvert en 1976 à Bodo D'Ar, dans l'Afar, en Éthiopie, attribué à l'espèce Homo rhodesiensis[3].
  - Homme de Saldanha : crâne humain fossile découvert en 1953 à Hopefield, près d'Elandsfontein, en Afrique du Sud, attribué à l'espèce Homo rhodesiensis[3]

### Asie
- 700 000 ans avant le présent (AP) : trois sites vieux d’au moins 700 000 ans dans la province de Lampang, en Thaïlande (Sop Prap, Ban Mae Tha, Ban Don Mun). Restes d’outils taillés sur galets de quartz et de basalte attribués à Homo erectus[4].
- 640 000 ans AP : Homme de Nankin, deux crânes humains fossiles partiels trouvés en 1990 dans la grotte de la Coloquinte, à Tangshan, près de Nankin, en Chine, attribués à l'espèce Homo erectus[5].
- Entre 540 000 et 430 000 ans AP : site de Trinil, dans l'ile de Java, en Indonésie. Fouillé de 1891 à 1900 par le médecin anatomiste néerlandais Eugène Dubois, il a livré des restes fossiles de l'Homme de Java, attribués à l'espèce Homo erectus. Des lignes en zigzag paraissent avoir été gravées sur des coquilles de moules d'eau douce récoltées sur le site[6],[7].

### Europe

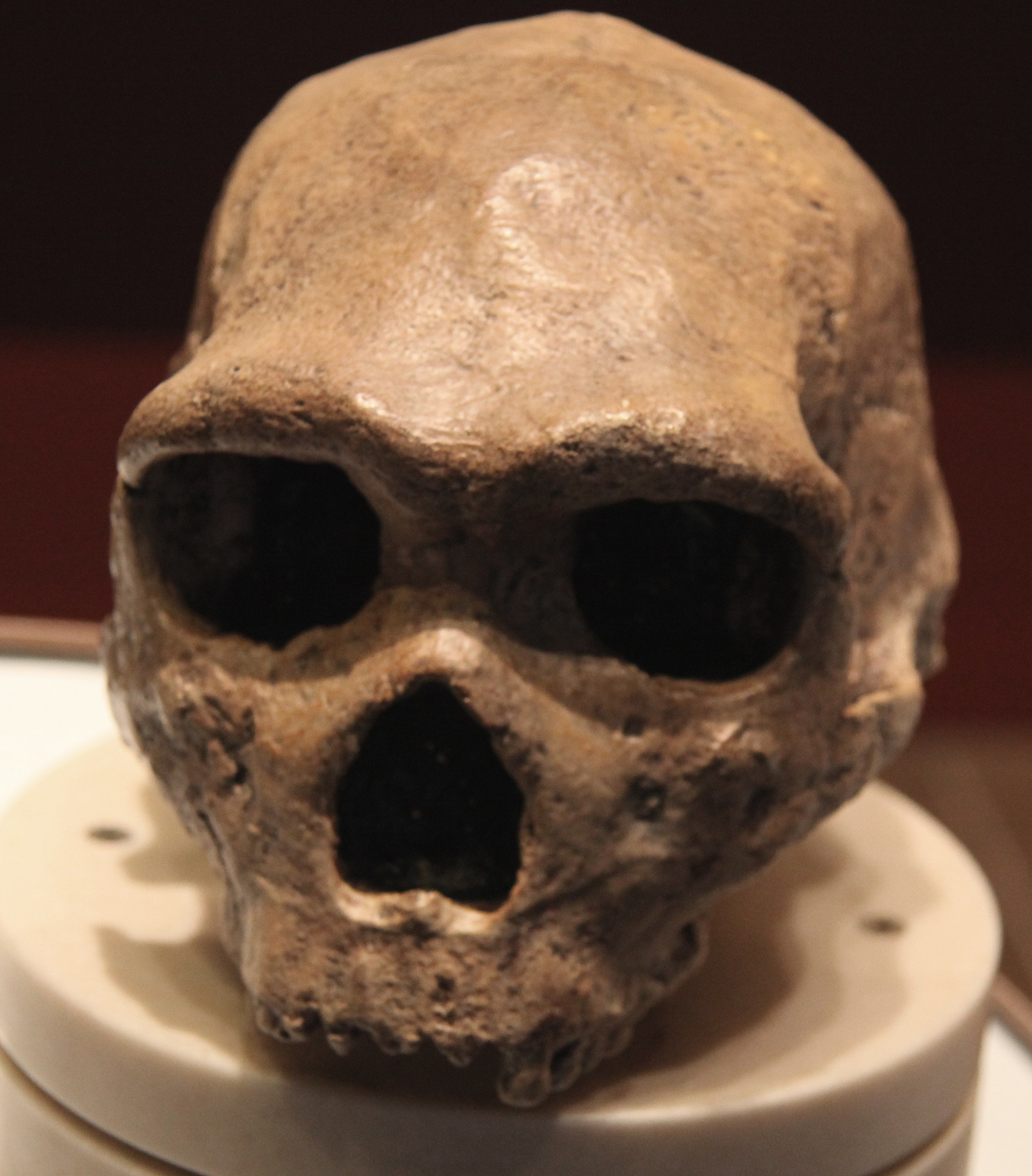
L'Homme de Petralona

- 760 000 ans avant le présent (AP) : début des industries lithiques acheuléennes en Europe, sur les sites du Bois-de-Riquet, à Lézignan-la-Cèbe, dans l'Hérault (760 000 ans), et de La Noira, à Brinay, dans le Cher (665 000 ans). La culture matérielle des fabricants de bifaces et de hachereaux est appelée Acheuléen d’après le gisement de Saint-Acheul, à Amiens, le premier des nombreux sites où de tels outils lithiques ont été découverts.
- 700 000 ans AP : Homme de Petrálona, crâne humain fossile découvert en 1959 dans la Grotte de Petrálona (Chalcidique), en Grèce. Il est daté d'environ 700 000 ans, mais cette datation demeure controversée.
- Entre 700 000 et 600 000 ans AP : le site de Stranska Skala, en Tchéquie, livre des galets aménagés très rudimentairement taillés et des preuves d'utilisation du feu, associés à une faune du Pléistocène moyen ancien. Des fragments d'os brûlés et un éclat de silicite craquelé ont été trouvés dans la grotte no 8[8], datés entre 700 000 et 600 000 ans[9]. À Přezletice, près de Prague, des éclats de la même époque ont été trouvés.
- 690 000 ans AP : début de l'occupation humaine de la caune de l'Arago, à Tautavel, dans les Pyrénées-Orientales, dont les couches stratigraphiques sont datées de 690 000 à 35 000 ans avant le présent[10].

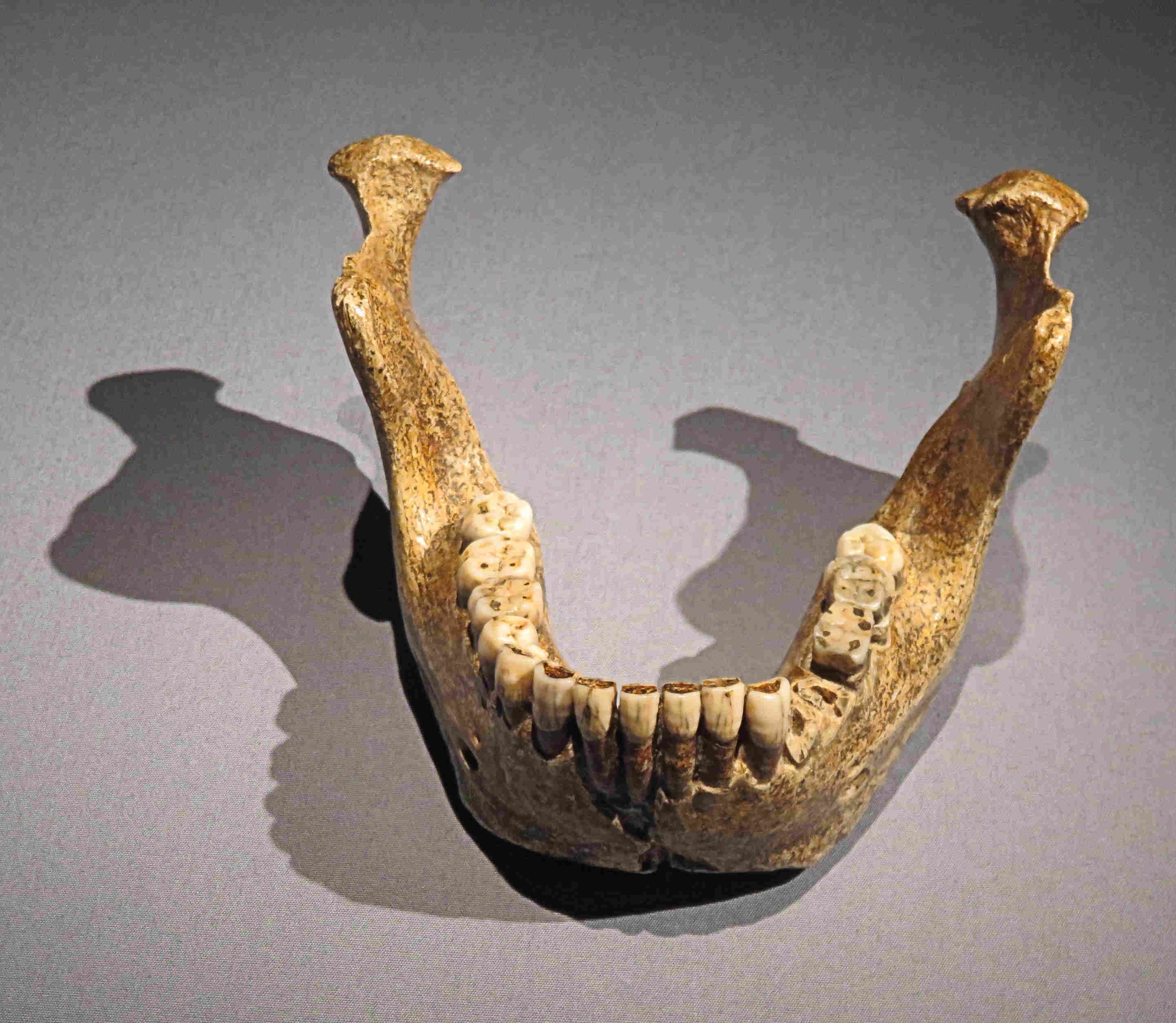
La mandibule de Mauer

- Entre 650 000 et 600 000 ans AP : traces de feux trouvées dans la grotte de l'Escale, à Saint-Estève-Janson, près d'Aix-en-Provence, datées de 600 000 à 650 000 ans[11].
- 610 000 ans AP : mandibule de Mauer, holotype de l'espèce Homo heidelbergensis, découverte en 1907 dans une sablière de Mauer, près de Heidelberg, en Allemagne, associée à l’éléphant antique, au rhinocéros étrusque, à un grand cheval, au sanglier, au chevreuil, à l’élan, à un grand ours, au machairodus, datée de 609 000 ± 40 000 ans.

- 600 000 ans AP :

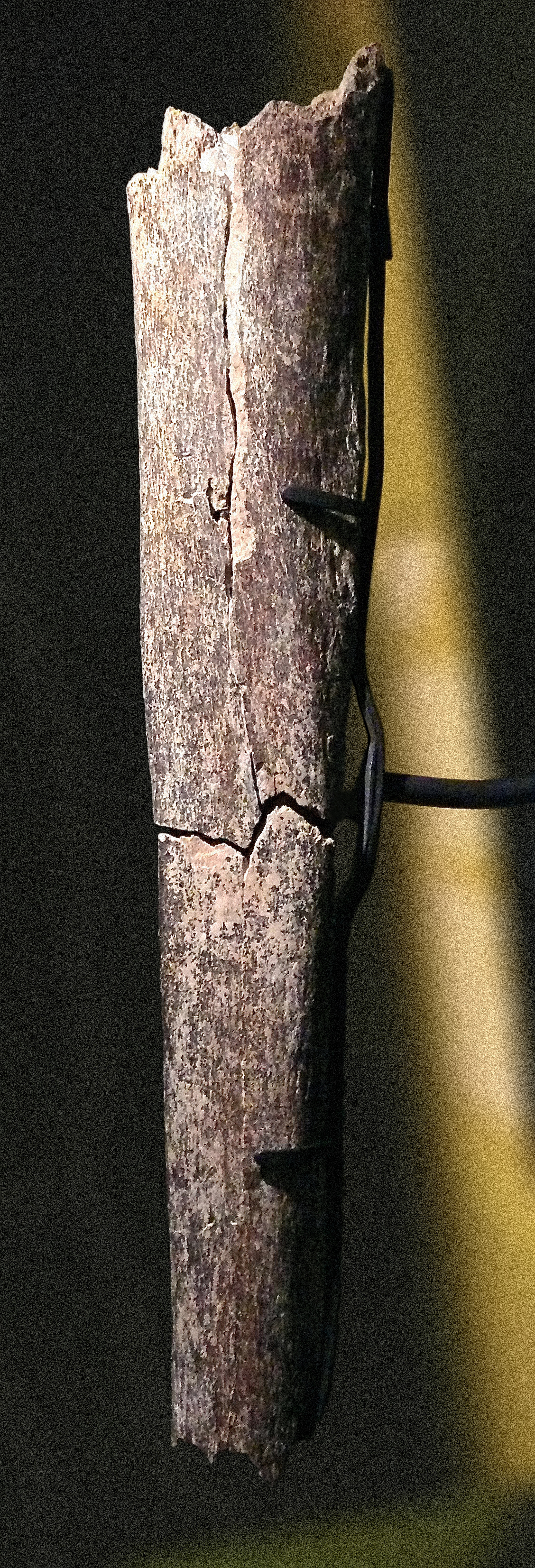
Le tibia de Boxgrove

  - galets taillés dans la vallée du Dirjov, en Olténie (Roumanie)[12].
  - squelette de mammouth des steppes découvert en 1990 sur la plage de West Runton, dans le Norfolk, en Angleterre, mort il y a environ 600 000 ans, un mâle âgé de 45 ans[13].
- 570 000 ans AP : plus ancien fossile humain trouvé en France (en 2018), une dent isolée de l'Homme de Tautavel, découverte dans la caune de l'Arago, à Tautavel, dans le massif des Corbières, au nord des Pyrénées-Orientales.
- 500 000 ans AP : site d'Eartham Pit, près de Boxgrove, dans le Sussex de l'Ouest, en Angleterre. Il a livré de nombreux vestiges lithiques de type acheuléen (bifaces), des restes d’animaux (lions, ours, rhinocéros et cerfs géants), deux incisives (en 1996) et un tibia humain partiel (en 1993), attribués à l'espèce Homo heidelbergensis. Le tibia devait appartenir à un adulte de près de 1,80 m[14].